# 앙와위
앙와위(仰臥位, Supine position)는 사람이 취할 수 있는 자세의 일종으로, 등을 아래쪽으로 하고 가슴을 위쪽으로 하여 눕는 자세, 즉 해부학적으로 배쪽이 위, 등쪽이 아래인 자세를 의미한다. 이러한 자세에서는 손바닥이 아래쪽을 향하게 되며, 아래팔의 자뼈와 노뼈가 서로 평행하게 위치한다.

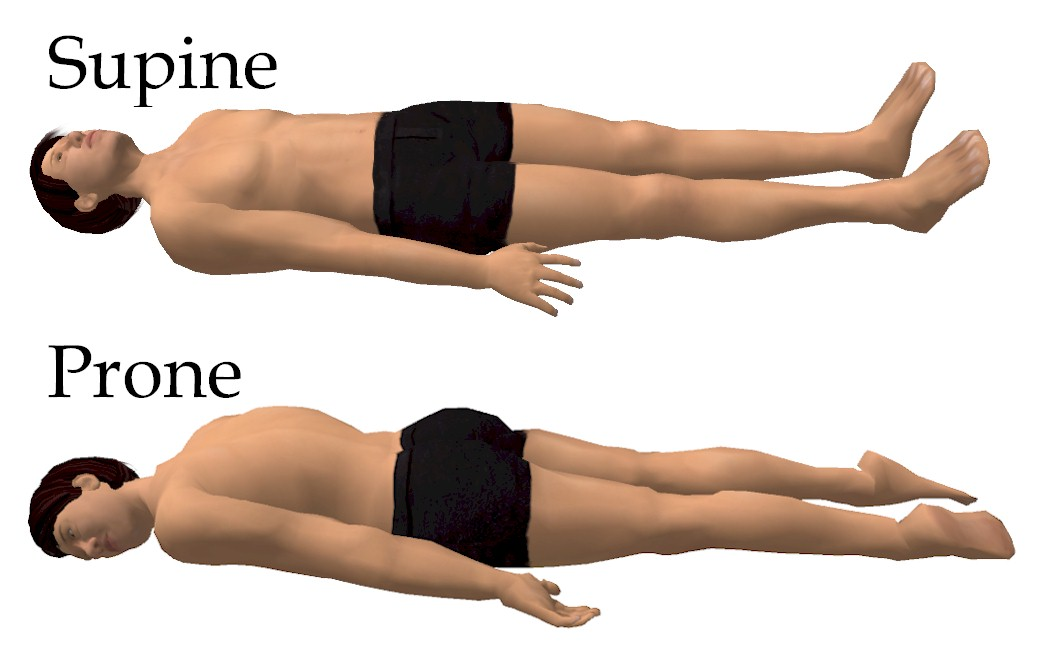
앙와위(supine)와 복위(prone) 자세를 취하고 있는 모형

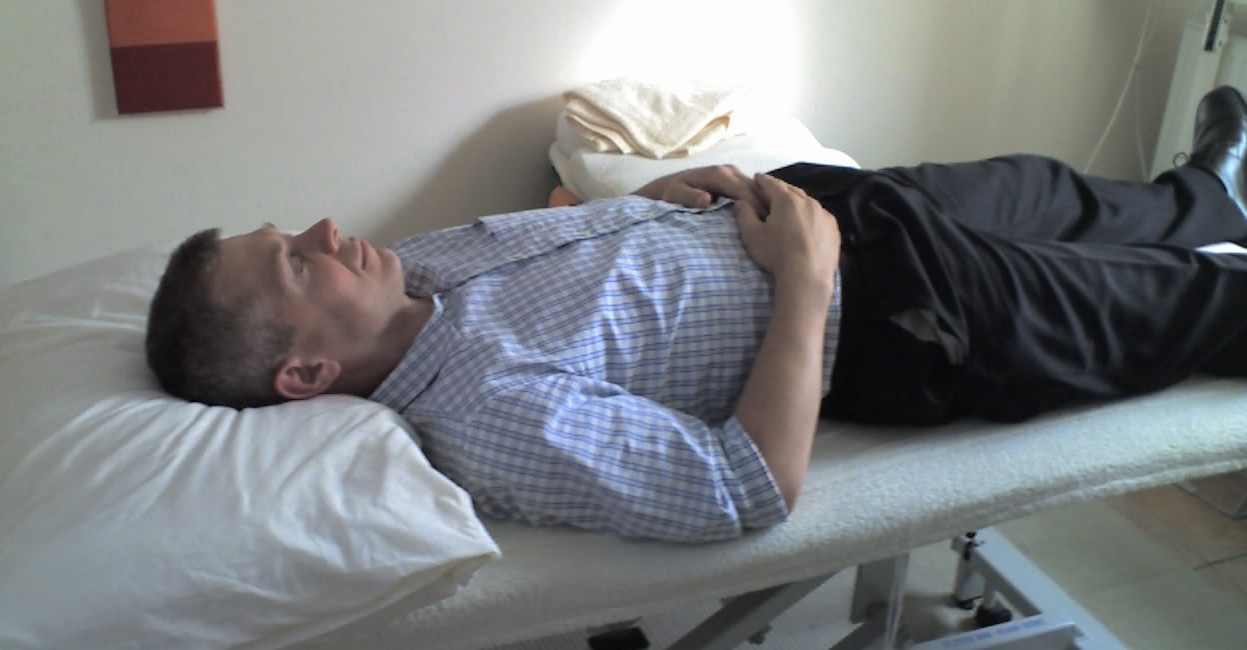
앙와위로 누워있는 사람

## 질병과의 연관성
일부 질병의 악화인자로 앙와위가 지목된다. 폐쇄성 수면무호흡의 경우, 앙와위로 잠드는 것은 기도의 좁아짐과 폐 용적의 감소를 통해 질병의 악화를 초래할 수 있다.

## 같이 보기
- 복위
- 측위
- 체위
- 해부학적 자세
- 침상 안정